# Café Âncora d'Ouro
O Âncora d'Ouro, mais conhecido como O Piolho, no Porto
O Café Âncora d'Ouro, conhecido como O Piolho, é um café reputado como o local de encontro de estudantes da Universidade do Porto.
O café abriu em 26 de Junho de 1909. Tendo cumprido o seu centenário, pertence ao grupo dos cafés mais antigos do Porto.

## História
O Piolho situa-se na Praça de Parada Leitão, n.º 45, facilmente visível a partir da Praça dos Leões.
A frequência é tradicionalmente do universo estudantil, em parte devido a estar rodeado pela antiga Faculdade de Ciências e pelo Instituto de Ciências Biomédicas Abel Salazar da Universidade do Porto.
É voz corrente que o café terá ganho o epíteto de "Piolho" devido à aglomeração de estudantes num espaço que, face a tamanha afluência, começava a tornar-se exíguo. Uma outra versão é contada por Fernando Coelho dos Santos, antigo empregado do estabelecimento. Segundo ele, desaguavam logo pela manhã no café leiteiras, padeiras, carniceiras e outras comerciantes do mercado do Anjo (hoje Praça de Lisboa) que traziam uma caneca de alumínio e lá tomavam o café com leite. Os estudantes terão então chamado a essa frequência de clientes mais humildes "uma piolheira".
Foi o primeiro café no Porto a ter electricidade e em 1957, o único a ter televisão. Foi também o primeiro a adquirir uma famosa máquina italiana de café "La Cimbali" que deu origem ao "cimbalino", nome que os portuenses dão ainda hoje ao café expresso.

## Especialidades
- Francesinha